# Primulina carnosifolia
Primulina carnosifolia là một loài thực vật có hoa trong họ Tai voi (Gesneriaceae). Loài này được C.Y.Wu ex H.W.Li mô tả khoa học đầu tiên năm 1983 dưới danh pháp Chirita carnosifolia.